# Terminous, California
Terminous, California (енгл. Terminous) насељено је место без административног статуса у америчкој савезној држави Калифорнија.

## Демографија
По попису из 2010. године број становника је 381.
| Група             | 2000.    | 2010.       |
| Белци             | 0 (0,0%) | 314 (82,4%) |
| Афроамериканци    | 0 (0,0%) | 2 (0,5%)    |
| Азијати           | 0 (0,0%) | 7 (1,8%)    |
| Хиспаноамериканци | 0 (0,0%) | 40 (10,5%)  |
| Укупно            | 0        | 381         |